# Megacraspedus imparellus
Megacraspedus imparellus is een vlinder uit de familie tastermotten (Gelechiidae). De wetenschappelijke naam is voor het eerst geldig gepubliceerd in 1843 door Fischer von Roslerstamm.
De soort komt voor in Europa.